# بولينا غارسيا
بولينا غارسيا (بالإسبانية: Paulina García)‏ هي ممثلة تشيلية، ولدت في 27 نوفمبر 1960 بسانتياغو في تشيلي.

## أعمال

### أفلام
- (2013) جلوريا[3]
- (2014) ال 33[4]

## وصلات خارجية
- بولينا غارسيا على موقع IMDb (الإنجليزية)
- بولينا غارسيا على موقع قاعدة بيانات الفيلم (الإنجليزية)